# Barrio de la Asunción
Barrio de la Asunción är en ort i kommunen Metepec i delstaten Mexiko i Mexiko. Samhället hade 1 044 invånare vid folkräkningen år 2020.